# Конформіст (фільм)
«Конформі́ст» (італ. Il Conformista) — політична драма італійського кінорежисера Бернардо Бертолуччі, знята у 1970 році. Сценарій написано за мотивами однойменного роману Альберто Моравіа 1951 року. Фільм є спільною продукцією італійських, французьких та західнонімецьких кінематографістів. Стрічка отримала найвищі оцінки професійних критиків, зокрема — 100% рейтинг на сайті Rotten Tomatoes. 1971 року став найкращим фільмом року за версією національної італійської кінонагороди «Давид ді Донателло».
Нелінійна структура «Конформіста» разом із новаторськими кінематографічними підходами Бертолуччі мали суттєвий вплив на розвиток світового кінематографа. Зокрема, на психологізм у фільмах «Хрещений батько» (1972) та «Апокаліпсис сьогодні» (1979).
Український двоголосий закадровий переклад виконано та озвучено на студії «Кіт» (актори озвучання — Андрій Альохін і Катерина Буцька).

## Сюжет
Рим 1938 року. Марчелло Клерічі — 34-річний аристократ, який веде «нормальне» життя — від початку служби на фашистів до намірів одружитися із дівчиною Джулією, представницею середнього класу — яка нічим не примітна, хіба що симпатична. Марчелло має дитячу психологічну травму, як з'ясовується із подальших його спогадів — з одного боку важка спадковість матері–морфіністки та батька — пацієнта психіатричної лікарні, з іншої — педофілічні домагання від водія на ім'я Ліно. У нечітких дитячих спогадах Марчелло - він у 13-річному віці стріляє в Ліно під час домагання.
Весільний медовий місяць Марчелло і Джулія проводять у Парижі, де за дорученням фашистської розвідки він має стежити за професором-антифашистом Квадрі, який емігрував до Франції після приходу до влади Муссоліні. Марчелло знайомий із Квадрі відбулося ще з університетських часів. Він має зв'язатися із професором, і згодом вбити. Марчелло працює з напарником, професійним кілером Манганьелло. Той має за необхідності підстрахувати Марчелло та довести «справу» до завершення.

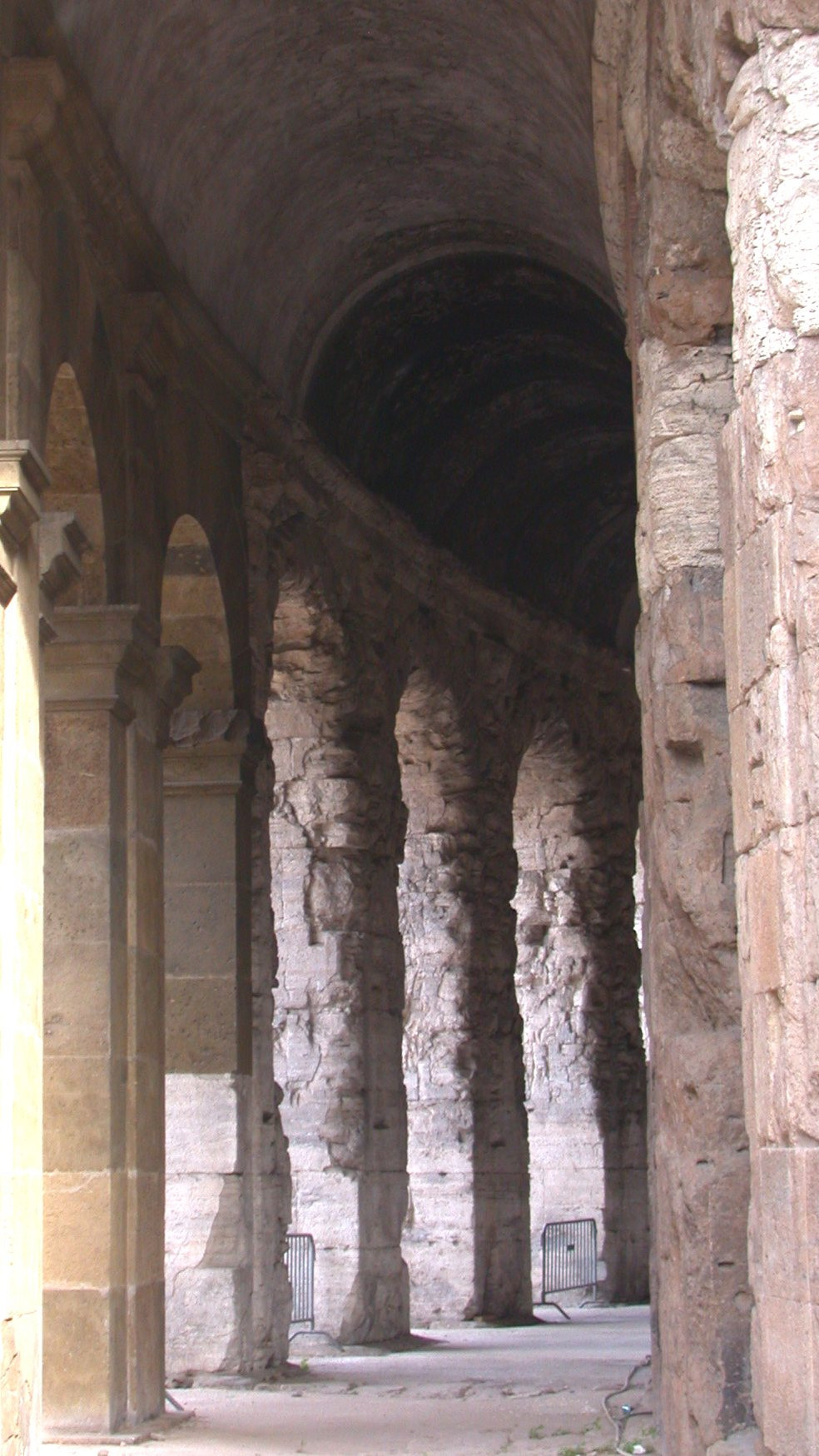
Галерея Колізею, де у фінальній сцені фільму Марчелло натрапляє на свого колишнього кривдника Ліно

У Парижі молодята зупиняються у готелі Дорсе. Марчелло телефоном домовляється про зустріч із професором. Вдома у професора Марчелло та Джулія знайомляться із молодою дружиною професора Анною Квадрі, яка починає підозрювати недобрі наміри Марчелло. Жінки знайомляться, увечері ходять по магазинах, а вночі Анна спокушає Джулію, свідком чого мимоволі стає Марчелло.
Місцем вбивства має стати маєток у савойських Альпах, куди збирається подружжя Квадрі. На заваді стає закоханість Марчелло в Анну. Спільне проведення часу, вечеря в ресторані, танці, підштовхують його до відмови від задуму. Марчелло  віддає зброю напарникові, за що Манганьелло називає його боягузом.
Зранку Анна з професором поспіхом залишають Париж. Марчелло із напарником їдуть за ними (саме цим епізодом й розпочинається фільм). Дорогою він переказує свій сон про втечу Квадрі. Коли вони наздоганяють машину професора,  їм назустріч виїздить чорне авто, що зупиняє машину Квадрі. Той виходить, щоб зʼясувати причину зупинки. З-за дерев зʼявляються люди в плащах, які вбивають професора. Налякана Анна намагається втекти. Марчелло нерухомо дивиться за перебігом крізь вікно автомобіля. Анна вмирає від пострілів.
Через п'ять років у Марчелло і Джулії підростає дочка. Вони живуть бідно, у квартирі її матері, ділять квартиру із сусідами. По радіо лунає повідомлення про падіння режиму Муссоліні. Марчелло хоче вийти на вулицю «подивитися на крах диктатури». Джулія згадує Анну, яка з підозрою ставилася до Марчелло, який працював на фашистів. Попри все, Джулія схвалює паризьку місію чоловіка.
Марчелло йде біля нічного Колізеєм та випадково чує розмову юнака, який торгує своїм тілом, із чоловіком, який намагається «зняти» його на ніч. Марчелло здається, що він впізнав у цій людині Ліно, свого сексуального кривдника у дитинстві. На межі нервового зриву Марчелло публічно звинувачує Ліно у гомосексуальності та вбивстві професора Квадрі. Той тікає.
Остання сцена фільму — камера проходить по оголених сідницях лежачого в ліжку юнака, та зупиняється на обличчі Марчелло, який сидить поруч з ним.

## Персонажі

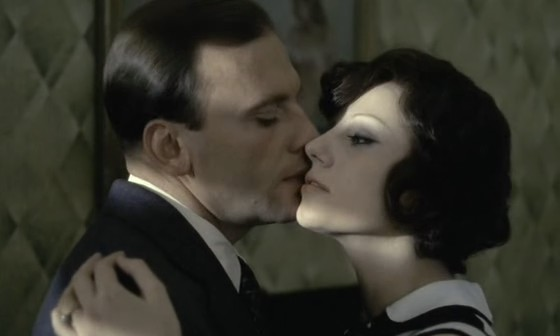
Жан-Луї Трентіньян (Марчелло Клерічі) та Стефанія Сандреллі (Джулія Клерічі). Сцена з фільму

- Марчелло Клерічі (Жан-Луї Трентіньян) — інтелігентний представник італійської аристократії, що загниває. Його мати — морфіністка та німфоманка, батько заплямував себе тортурами невинних людей і потрапив до психіатричної лікарні. Його стосунки зі сліпим Італо, якого у фіналі він звинувачує в гомосексуальності, залишаються нез'ясованими. У дитинстві Марчелло застрелив (або так йому здається) шофера, що чіплявся до нього, на ім'я Ліно. Як випливає з книги, однолітки вважали його схожим на дівчинку і знущалися. У сцені фільму, що передує вбивству Ліно, юний Марчелло, коли його мучителі розбігаються, встає з землі і підсмикує штанці. В умовах фашистського режиму Клерічі прагне подолати своє відчуження від оточення. 33 року він вирішує злитися з натовпом, вступивши до партії більшості й одружившись з типовою представницею середнього класу. Однак, як він розуміє в фіналі, від себе втекти неможливо.
- Джулія Клерічі (Стефанія Сандреллі) — наречена, а потім і дружина Марчелло. Справжнє втілення посередності і наївного матеріалізму. «Хороша в ліжку, хороша на кухні», — зауважує про неї Марчелло. Вона не відрізняється розумом, легко п'яніє від шампанського, танцює під виписані з Америки пластинки і захоплюється Ейфелевою вежею. Бертолуччі описує її як «покруч недалекої, але привабливої голлівудської старлетки з італійкою з дрібної буржуазії». Подібно до Марчелло, підлітком вона піддалася насильству підстаркуватого «дядечка», втративши при цьому цноту, але, на відміну від чоловіка, на її психічний стан цей епізод не мав значного впливу. Марчелло навряд чи здатний задовольнити дружину: зовнішні прояви почуття до шлюбу здаються йому не цілком пристойними, а після прибуття до Парижу, як випливає зі слів Джулії, вони не були близькі. Навіть подорожуючи в поїзді під час медового місяця, він вступає в близькість з дружиною не з своєї ініціативи, а імітуючи залицяння її старого, про які вона оповідає йому в цей момент. У фільмі є натяки на її подружню невірність: під час медового місяця вона підпадає під чари Анни, а в кінці фільму показана їх з Марчелло дочка з густим світлим волоссям (у той час, як обоє батьків — брюнети).
- Професор Квадрі (Енцо Тарашіо) — антифашист, який викладав Марчелло філософію в університеті. Після приходу до влади Муссоліні емігрував до Парижа, де живе в оточенні відданих однодумців. Як справедливо помічає Марчелло, боротьбі за свободу рідної країни професор віддав перевагу втечі на чужину. При появі в Парижі колишнього учня професор підозрює недобре. Щоб краще розпізнати і відчути Марчелло, погоджується на сімейну вечерю з подружжям Клерічі. Під час палючого танцю подружжя з Джулією він відчуває непідробний захват вуаєриста. Для Бертолуччі подружжя Квадрі, попри свої прогресивні погляди, є зворотною стороною міщанського убозтва. Їхні душі зворушені тим же буржуазним тлінням. «Я не хочу, щоб хто-небудь врятувався — і не рятую нікого», — зауважує режисер. У савойському лісі професора і його дружину наздоганяють підіслані Манганьело вбивці, які завдають йому кинджалами удар за ударом, що нагадує театральні постановки вбивства Юлія Цезаря. Незадовго до цього Марчелло з сумною посмішкою цитує передсмертну епітафію іншого римського правителя: Animula, vagula, blandula… («Душа, скитальниця тендітна, Ти гостя тіла і супутниця, Ідеш сьогодні у краї сумнії, Бліді, жорсткі та голі, Де радість дарувати буде нікому»)
- Анна Квадрі (Домінік Санда) — дружина професора, яка значно молодша за нього. Викладає в балетній школі. Відрізняється рішучими, мужніми манерами, носить штани. Заводить дружбу з Джулією, танцює з нею танго в данс-холі і намагається її спокусити. Бісексуальна Анна викликає у Марчелло несвідомий потяг, хоча вона підозрює його в намірі вбити професора. Марчелло вступає з нею в зв'язок, намагаючись тим самим розвіяти підозри. За її порадою професор спішно покидає Париж і вирушає в Альпи. Марчелло слід за ними. Після вбивства професора Анна підбігає до його машини і притискає лице до скла, але Марчелло в нерішучості відвертається. Вона з жаху петляє по лісі, поки її не наздоганяє куля переслідувачів. Куля зачіпає щоку Анни, її обличчя заливає кров, і вона падає додолу в тій же позі, що й Ліно після пострілу юного Марчелло.
- Серед персонажів другого плану виділяються три фігури. Вони символізують батька або є виконують батьківські функції для Марчелло (за фрейдистською термінологією — фігури батька). Це шофер Ліно, або Паскуаліно (П'єр Клементі), який намагався розбестити Марчелло, коли той був дитиною, і у відношенні до якого головний герой живить суперечливі почуття. Це Манганьєло (Гастоне Москін) — шофер і напарник Марчелло під час паризької місії: черствий тип, який хвалиться здійсненими ним в Алжирі звірствами і строго дотримується етикету професійного вбивці. Нарешті, Італо (Хосе Квальо) — сліпий диктор радіо, який вимовляє пропагандистські промови на славу Муссоліні, а також виступає посередником між Марчелло і фашистами.

## Витоки
«Конформіст» — перший фільм, знятий Бертолуччі після вступу у 1969 році до лав Італійської комуністичної партії. Подібно попередній стрічці, «Стратегія павука» (1969), в цьому фільмі його займає заборонена для післявоєнної Італії теми фашизму — точніше, мотивів, які штовхали сучасників його батька до лав партії Муссоліні. Задум полягав у тому, щоб змусити глядача відчути себе на місці Марчелло, коли він підіймає віконне скло, в яке б'ється, благаючи про допомогу, приречена на загибель Анна. Тим самим вся глядацька зала опиняється в положенні пасивного співучасника фашистських злочинів.
Ідея поглянути на тоталітаризм з фрейдистської точки зору прийшла до Бертолуччі після студентських заворушень 1968 року, в яких він брав активну участь. За словами режисера, головний урок тих подій для нього складався в усвідомленні, що він прагнув революції не заради знедолених, а заради себе самого: «Я хотів, щоб світ змінився для мене. Я знайшов у політичній революції особистісний рівень». У зв'язку з цим режисер наводить фразу Сартра, яка звучала у його попередньому фільмі: «Людина складається з усіх людей. Вона рівна їм усім, й усі вони рівні їй».
Поставивши перед собою завдання відобразити на екрані зріз великих історичних подій, Бертолуччі звернувся до роману комуніста Альберто Моравіа, попередивши його: «Щоб залишитися вірним вашій книзі, мені доведеться зрадити їй». У написаному за мотивами роману сценарії він спробував розкрити  психологічну мотивацію вступу головного героя до фашистської партії. При цьому весь фінал роману молодому режисерові довелося переписати відповідно до вчення Фрейда, яким він на той момент захоплювався:
|  | У Моравіа все було зумовлено «долею», так що нам не дано зрозуміти, чому Марчелло стає фашистом. В кінці книги, вночі після 25 липня, Марчелло з дружиною вирушають у село. Над ними пролітає літак й скидає на них бомбу. Те, що відбулося, представлено як «божественне відплата». Мені чужа ця ідея. Мені більше до душі, коли місце «долі» займає сила підсвідомого. |

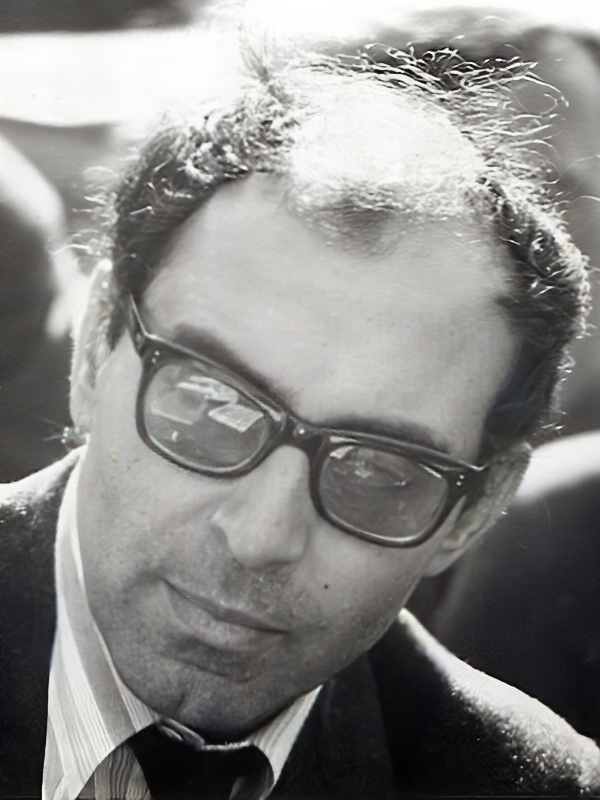
Французький кінорежисер Жан-Люк Годар, 1968 рік

Робота над цим фільмом завершила період захоплення Бертолуччі естетикою відомого режисера-новатора 1960-х років Жана-Люка Годара. «У якийсь момент мені довелося подбати про те, щоб перестати наслідувати, перестати бути фальсифікатором, робити підробки під Годара», — згадує Бертолуччі. Після вступу до лав компартії він вибрав своїм новим орієнтиром зразкового антифашиста Жана Ренуара, який у своєму головному фільмі «Правила гри» (1939) на прикладі однієї сім'ї простежив крах всієї європейської цивілізації. Не випадково у перших кадрах «Конформісту» ми бачимо головного героя в готельному номері, залитому червоним світлом від неонових вогнів кінотеатру з рекламою фільму Ренуара «Життя належить нам», який вийшов на екрани у 1936 році.
Однак на цьому метакінематографічні коментарі Бертолуччі не вичерпуються. Після виходу фільму кіномани звернули увагу на те, що професор Квадрі зі своєю дружиною Анною проживає за тією ж паризькою адресою, де в той час жив Годар зі своєю супутницею Анною Каріна. У французького революціонера від кіно та у вигаданого антифашиста повністю збігаються телефонні номери та частково — імена (Люк і Лукіно). Професор говорить фразами з фільмів Годара: наприклад, його слова «Час роздумів у минулому. Прийшов час діяти» — пряма цитата з Годарівського «Маленького солдата».
Едіпівський зріз сюжету — Марчелло приїжджає до Парижу умертвити свого духовного батька та наставника — Бертолуччі, жартуючи над любителями шукати відповідності між мистецтвом та дійсністю, спроєктував свої відносини з Годаром:
|  | «Конформіст» — це розповідь про мене і Годара. Марчелло — це я, творець фашистських фільмів [Годар звинувачував всіх працюючих на публіку у заграванні з фашизмом], і я хочу вбити Годара — революціонера та свого вчителя. |

## Робота над фільмом
«Пам'яттю про свою пам'ять» визначив Бертолуччі свого «Конформіста». На відміну від попереднього фільму «Стратегія павука», де відбилися спогади дитинства, у «Конформісті» режисер звертається до періоду, який передує його народженню. Задля відновлення знань обраної епохи Бертолуччі використовує опосередковані свідчення з культури 1930-х років.
Притаманні стрічці світловий та тіньовий контрасти - це відсилки до улюблених фільмів Бертолуччі, знятими Штернбергом, Офюльсом, Орсоном Веллсом. Для того, щоб вшанувати «найважливіше культурне явище 1920-х та 1930-х років», в окремих сценах режисер використовує елементи сюрреалізму. Велетенські будинки епохи Муссоліні «зіграли» паризький Токійський палац (1937) та римський квартал всесвітньої виставки (1938 — 1943). Особливу увагу приділено точній відповідності меблів, декору, костюмів обраної епохи.
Новаторський підхід до знімання охопив всі процеси роботи над фільмом. Так Стефанія Сандреллі переносить екранні особливості з голлівудських фільмів до світу Марчелло. У такий спосіб з'являються пози, характерні екранним дівам, таким як Грета Гарбо, Марлен Дітріх. Створені образи чуттєвих героїнь Сандреллі й Санди працюють на противагу розміреним та у чомусь навіть незграбним жестам Трентіньяна:
|                 | Трентіньян грає цей макабричний балет тілом, яке ніби розгвинтилося та втратило центр тяжкості. Досконала пластика на рівні циркової еквілібристики — лише оболонка жорстокої внутрішньої драми. Під час знімання маленька дочка Трентіньяна загинула від раптового нападу задухи. Бертолуччі — як справжній режисер — цим скористався, зарядивши актора на безкомпромісне пізнання «чорних дір» у психіці героя. |
| — Андрій Плахов | |

Загалом, робота оператора Вітторіо Стораро — три рази  відзначена статуеткою «Оскар». Зокрема «Конформіста» було визнано у числі вершин операторської роботи кольорового кінематографа. Вибудованість кадрів створює відчуття тотальної дощової напівтемряви, яка виступає декорацією протягом усієї стрічки, разом із бузковими сутінками. Відображення внутрішнього світу головного героя вирішуються через знімання із застосуванням мутного скла та використанням нарочито спотворених ракурсів («голландські кути»). Усе це дає певний натяк на виклик операторської роботи шаблонам існуючого кіносвіту, його конформізму.
Режисер згадував сцену вбивства професора Квадрі у зимовому лісі як найскладнішу. За літературним джерелом, вбивство професора Марчелло відбувається у Римі. Відсутній досвід Бертолуччі у зніманні трилерів підштовхнуло до застосування тряски ручної камери у сценах безпосередньої напруженої гонитви кілерів за Анною. «Коли ми зняли сцену, в якій була заколота людина, ми схопилися за голову: „О Боже! Що ж ми натворили?“» — згадує Бертолуччі.

## Реакція глядачів
Прем'єра «Конформіста» відбулася на Берлінському кінофестивалі 1970 року. Фільм був добре прийнятий кінокритиками та отримав приз журналістської спільноти. Моравіа стрічка сподобалася, як і Годарівська версія «Зневаги». Годар пройшов повз Бертолуччі мовчки, вручивши йому записку з портретом Мао та закликом боротися із індивідуалізмом та капіталізмом. Бертолуччі був настільки розчарований такою реакцією, що, зім'явши записку, жбурнув її на підлогу. Тепер режисер кається в цьому: «Мені так шкода — хотілося б зберегти її як сувенір».
З американської версії фільму була виключена сцена весілля Марчелло і Джулії, а до радянського прокату фільм потрапив, за словами режисера, урізаним «до повного невпізнання»: у чорно-білому варіанті та перемонтованим «для зручності радянського глядача». Попри прокатні труднощі, «Конформіст» був помічений американськими кінодіячами та представлений до премії «Золотий глобус» у номінації «За найкращий фільм іноземною мовою». Пізніше Бертолуччі був висунутий й на «Оскар» за кращий адаптований сценарій. Попри загальне захоплення втіленням сценарного задуму, сумніви викликали закладені до сценарію ідеї, особливо спроби звести зародження тоталітарного ладу до «статевих відхилень» окремих особистостей.
«Конформіст» створив 29-річному Бертолуччі репутацію одного з провідних режисерів сучасності. «Чим я завжди пишався до рум'янцю на щоках — так це тим, що і Френсіс Коппола, і Мартін Скорсезе, і Стівен Спілберг говорили мені про „Конформіста“ як про перший сучасний фільм, який на них вплинув», — згадує режисер. Успіх в США дозволив Бертолуччі роздобути на головну роль для своєї наступної картини «Останнє танго в Парижі» одну з легенд Голлівуду — Марлона Брандо. Але й фільм вдихнув друге дихання у кінокар'єру Брандо, — «Хрещений батько» Копполи — не уникнув впливу свого італійського попередника. Образ осіннього листя що розлітається у другій частині «Хрещеного батька» — пряма цитата з «Конформіста» і данина поваги майстерності Стораро, в тандемі з яким Коппола п'ять років по тому створить гучний «Апокаліпсис сьогодні».
Хоча на долю «Конформіста» не випало ані грандіозної скандальності «Останнього танго в Парижі» (1972), ані врожаю нагород, зібраного «Останнім імператором» (1986), у більш сучасних рецензіях зустрічаються оцінки, які оціюють "Конформіста" вище за всі наступні роботи Бертолуччі. Сплеск інтересу до «Конформіста» стався після випуску у середині 2000-х років оновленої американської версії фільму, в якій були виправлені недоліки дублювання та була відновлена сцена весілля. У 2008 році авторитетна британська газета The Guardian назвала «Конформіст» одним з найвпливовіших фільмів післявоєнного часу.

## Структура
Основна частина фільму відбувається на фоні переслідування. Марчелло та Манганьелло переслідують професора із дружиною. Дорогою до погоні долучаються агенти чорносорочечників, що переслідують їх від Парижу до Савойського маєтку. Ця погоня триває приблизно три чверті фільму. На рівномірний рух автомобіля накладаються флешбек–епізоди з пам'яті Марчелло, які власне й призвели до цієї погоні. Ретроспективно він згадує своє життя аж до 1917 року, на який приходиться ключовий епізод.
З телефонного дзвінка Манганьелло Марчелло у першій сцені дізнається, що «пташка вилетіла». Париж вони залишають на автівці на світанку 15 жовтня 1938 року. До розуміння значення першої сцени та загального сенсу погоні має проходить дві третини фільму, насичених ретроспектиками. Характерно, що одні спогади переходять в інші. Перший подібний епізод переносить Марчелло уві сні до радіостудії, згодом відбувається сюрреалістичний флешбек безкінечними коридорами фашистського міністерства, де переміщують статую римського орла та бюст Муссоліні, а на своєму офісному столі міністр майже злягається із особою, з обличчям Анни. Можливість визначення хронологічної послідовності подібних вставок відсутня.
Аналогії способу побудови оповіді, який використовує Бертолуччі, знаходять у Фрейдівському методі вільних асоціацій. Його особливістю є спонтанні зміни одних образів у свідомості на інші. При цьому послідовність ремінісценцій фільму не є хаотичною, а ґрунтується на тих образах, що виникають перед Марчелло за автомобільним склом. «Першосцена» 1917 року виникає у той момент, коли він рухається слідом за автівкою, яку Манганьелло веде на малій швидкості. В аналогічний спосіб він йшов поруч із авто Ліно до того, як сісти на заднє сидіння.
Після сцени «вбивства» Ліно флешбеки приходять у відповідність до хронології. Одна за одною спливають спогади нещодавніх пригод у Парижі, разом із шаленим хороводом у данс-холі. Наздоганяють автівку із жертвами орієнтовно о четвертій вечора. Після цього Бертолуччі відносить героїв у 25 липня 1943 року, коли сталося падіння Муссоліні — мостом Сант-Анджело тягнуть бюст поваленого тирана — не виключено, що той самий, який Марчелло вже колись бачив.

## Міф про печеру

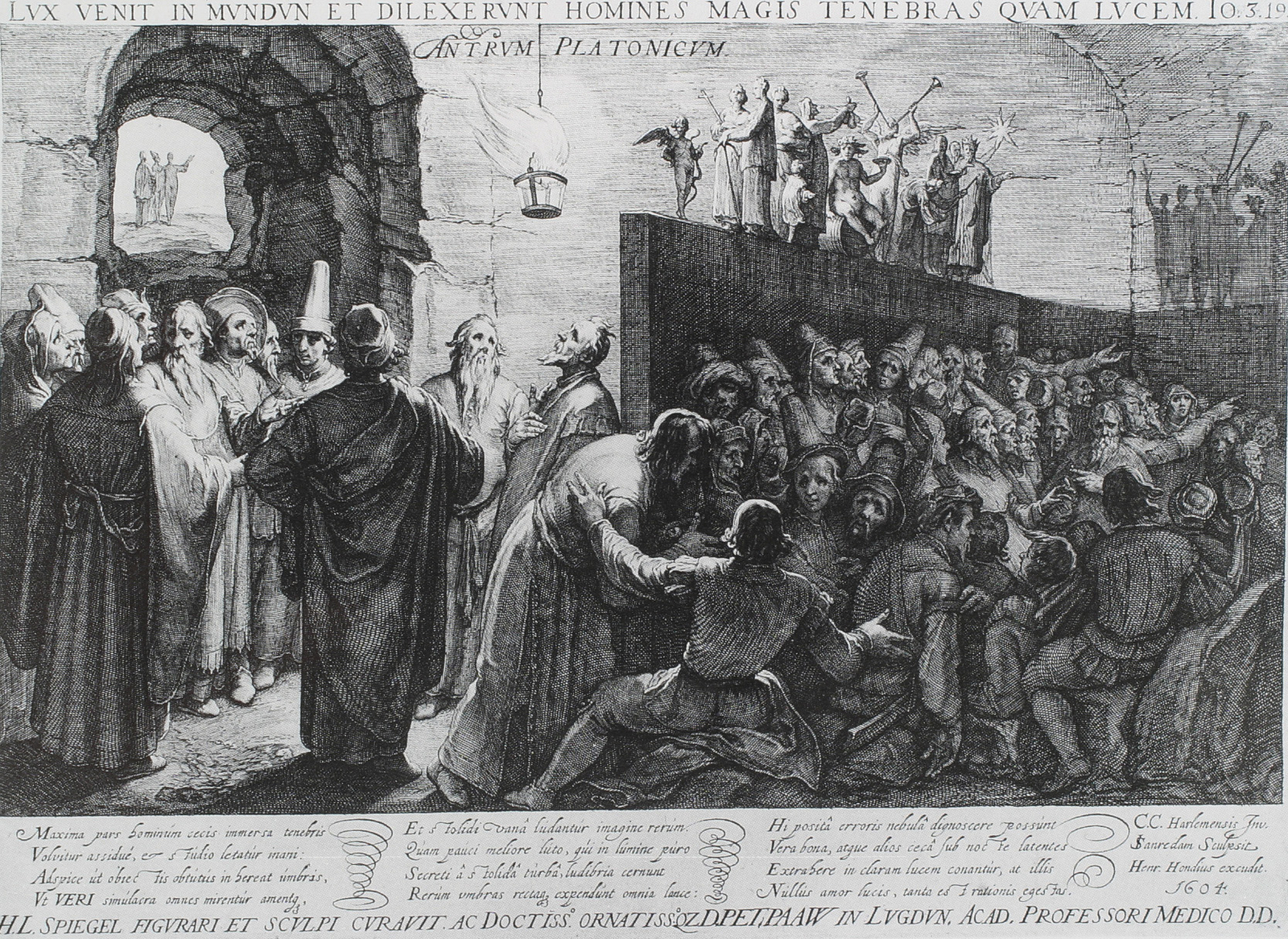
Платонівська алегорія печери, Корнеліс ван Гаарлем, 1604 рік

Центральна метафора, до якої ведуть всі лейтмотиви фільму, — платонівський «Міф про печеру». Саме його театрально декламує Марчелло під час першої паризької зустрічі з професором, нагадуючи Квадрі ті лекції, у яких той викладав вчення Платона про ідеї. У відповідь професор зауважує, що італійські фашисти подібні в'язням тієї печери. Починаючи розмову, Марчелло закриває жалюзі, занурюючи кабінет професора у морок. Тим самим він не тільки уникає поставленого співрозмовником питання про справжні цілі своєї поїздки, а й ховає у сутінках нещирість, написану на його обличчі. Здається, він привносить у життєрадісний світ професора темряву фашистської Італії. Згодом Марчелло жестами ілюструє притчу. І коли він підіймає руку вгору, перед очима глядача прослизає гротескна подоба нацистського вітання.
У «Міфу про печеру» існує й більш глибше прочитання. На думку Бертолуччі, глядачі кінотеатру подібні в'язням платонівської печери. Марчелло і сам — в'язень печери, стриножений по руках і ногах власним сприйняттям свого темного минулого та заплямований виною через вбивство Ліно. Навіть коли Анна кидається до його автівки з благанням про допомогу й притискає обличчя до скла, Марчелло не діє. По ходу всього фільму він краще почувається у напівтемряві печери, ніж при світлі дня. Перша та остання сцени фільму настільки затемнені, що насилу вдається розрізняти обриси предметів. Коли у потязі Джулія заводить розмову про втрату своєї невинності, Марчелло різко опускає жалюзі, занурюючи купе в морок. У радіостудії він сидить у напівтемряві та звідти розглядає яскраво освітлену студію. Прийшовши до балетного класу Анни, він заштовхує її до сусідньої темної кімнати. Саме в темряві він відчуває себе вдома.
Марчелло робить вибір на користь заперечення своєї сексуальної орієнтації й стає полоненим цієї омани. Режисер переводить його скутість на мову кіно, послідовно поміщаючи його у замкнуті приміщення на зразок кабіни автомобіля або сповідальні. Камера часто дивиться на Марчелло через перешкоду зі скла, на яку лягають відображення інших людей — на радіостудії, у потязі, у данс-холі та в автівці Манганьелло. В'язницю нагадує й психіатрична лікарня, в яку знаходиться його батько, й той самостійно застібається у гамівну сорочку, як би свідомо ізолюючи себе від світу.

Марчелло та Джулія у потязі до Парижа

З міфом про печеру римуються і екранні образи: темні фони контрастують із яскравими ефектами світла й тіні, відображаючи внутрішню боротьбу в душі Марчелло, і той постійний вибір, який йому доводиться робити. У деяких сценах діалектика світла й тіні більш виразна, ніж діалог дійових осіб. Так знаменита сцена розмови Марчелло із Джулії у купе потягу, коли за вікном чергуються світло із тінню італійського заходу, а вікно нагадує екран кінотеатру. Гра світла й тіньових силуетів у кабінеті Квадро наочно відображає слова співрозмовників про реальність та ілюзії, сліпоти та зору. У міністерстві домінує мотив горизонтальних та вертикальних прутів тюремної решітки, і його несподівано підхоплюють венеціанські жалюзі у кімнаті Джулії, через які на килим смугами сочиться світло. Очікування Марчелло "добровільного ув'язнення у міщанському шлюбі", представляє малюнок зебри на сукні його танцюючої нареченої.
Вбивство Анни в лісі розгортається на тлі тіней від високих дерев. Своєю бездіяльністю Марчелло остаточно робить вибір на користь темряви, після чого режисер переносить глядача на п'ять років вперед, у повний морок липневої ночі, коли впав режим Муссоліні. Ці фінальні сцени 1943 року найтемніші у фільмі — натяк на ідейну короткозорість фашистів, або на темний ліс внутрішнього світу Марчелло після вбивства Анни.

## Танець сліпих
Лейтмотив сліпоти
Через весь фільм проходить лейтмотив сліпоти — відгомін як міфу про печеру, так й історії сліпого Едіпа. Всі фігури, які уособлюють у фільмі ідеологію, буквально позбавлені зору. Так, сліпа продавчиня Пармських фіалок (Парма — рідне місто режисера), яка виспівує «Інтернаціонал» на вулицях Парижа. Фашистську Італію представляє сліпий друг Марчелло на ім'я Італо (промовисте ім'я) — саме він призводить головного героя в ряди фашистів. Коли сліпець вимовляє тираду на захист нормальності, стверджуючи, що ніколи не помиляється в її розпізнаванні, об'єктив камери опускається на його ноги — й ми бачимо, що вони взуті у черевики різного кольору.
Професор Квадрі (ще одна фігура батька для Марчелло) втрачає зір перед самою смертю, коли вбивці розбивають його окуляри. Тим часом уві сні, про який Марчелло розповідає Манганьелло, саме професор повинен зробити операцію, яка зцілить головного героя від сліпоти. «Мій зір відновився, дружина професора закохалася в мене, й ми втекли від нього удвох», — задумливо вимовляє Марчелло, тим самим накидаючи в розумі сценарій можливого хепі-енду — відмова від фашизму, прозріння та втечу до «землі свободи та еротичної вседозволеності».
Лейтмотив танцю

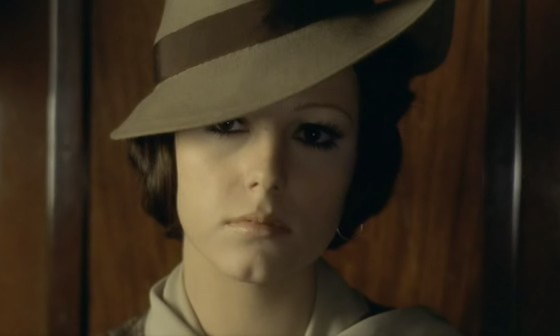
Джулія Клерічі (Стефанія Сандреллі). Кадр з фільму

Симетрично мотиву сліпоти по фільму проходить лейтмотив танцю. Коли Марчелло обговорює з Італо переваги нормальності та конформізму, у радіостудії виступають однаково одягнені та зачесані жінки, які здаються сестрами-близнюками. Хоча радіослухачі не можуть їх бачити, вони старанно синхронізують не тільки голоси, але і рухи тіла. За ними виступає артист, який імітує голоси птахів, й Італо з натягнутим ототожненням Італії та Німеччини. Всі три номери намагаються згладити відмінності тих чи інших предметів та явищ з тим, щоб підкреслити їх схожість, тим самим ілюструючи різні грані конформізму.
У фільмі Бертолуччі танець — будь то кружляння Джулії кімнатою під звуки американського джазу, мірне погойдування італійських сестер Ендрюс на радіостудії або розмірені рухи учениць Анни у балетному класі — втілює ідею пристосування на рівні синхронізованих рухів тіла. Кульмінацією цього мотиву служить гомоеротічне танго Анни і Джулії у данс-холі. Люди різного віку, статі, соціального стану спочатку з подивом спостерігають за одностатевим танцем, потім добровільно беруться за руки й включаються до божевільного хороводу, який захоплює всіх в залі, крім Марчелло та Манганьелло. Марчелло в такт стукає по столику пальцями, потім цей рух підхоплює його напарник. Хоровод як наочне втілення соціального конформізму з усіх боків оточує Марчелло, але він не в змозі включитися в танець: ця знаменита сцена знята камерою, підвішеною до стелі.

## Психоаналіз
Створення «Конформіста» збіглося із захопленням Бертолуччі психоаналізом. В основі сюжету лежить едіпівській сценарій: чоловік прагне вбити людину, що заміняє для нього батька. Зі справжнім батьком Марчелло не знаходить спільної мови: навіть у лікарні він не може відмовити собі у задоволенні помучити його нагадуванням про вчинені ним злочини. Мати теж далека від нього: у присутності сина вона лежить напівроздягнена й розповідає, як у снах він цілує її. Його з матір'ю відвідування батька у сюрреалістично оформленої лікарні для душевнохворих навело рецензента The New York Times на думку про божевільного Лая, якого приходять відвідати Едіп та Епікаста. Бертолуччі іронічно проєктує едіповський сюжет на свого власного батька:
|  | Фрейдівське вчення привело мене до думки, що створення фільмів — це спосіб батьковбивства. В якомусь сенсі я роблю фільми, заради — як би краще висловитися — задоволення від провини. Якогось моменту мені довелося прийняти це як належне, й моєму батькові довелося звикнути до того, що його вбивають у кожному моєму фільмі. Якось він сказав мені смішну річ: «Добре ти влаштувався. Ти вбив мене стільки раз й жодного разу не потрапив за грати!» |

Все існування Марчелло перейнято, з одного боку, бажанням догодити декільком фігурам, які заміняють батька та ідентифікуються із ними, а з іншого — повстати проти їхньої влади та навіть (як у випадку з Квадрі) знищити їх. Пошук сильної фігури батька призводить його на службу фашистській державі на чолі з Муссоліні як верховним батьком вітчизни. Ці мотиви залишаються прихованими від оточення. Навіть його начальник дивується: «Деякі співпрацюють з нами зі страху, деякі — через гроші, інші вірять у фашистські ідеали. Ви не підпадаєте під жодну з категорій».
По ходу фільму з глибин підсвідомості головного героя на поверхню спливають наслідки дитячої психотравми, затаєний острах перед власною гомосексуальністю, вина у вбивстві. Режисер зазначає складність внутрішнього світу свого героя:
|  | Істинний пристосуванець — той, хто не бажає змінюватися. Прагне пристосуватися той, хто відрізняється від інших. Відчутна Марчелло несхожість із оточуючими заснована на його латентній гомосексуальності — вона не виражена зовні, але таїться всередині. При цьому гомосексуальність — лише один зріз його внутрішнього устрою; у Марчелло є й гетеросексуальні потяги. А коли ти відчуваєш себе особливим, необхідно зробити вибір — або ти різко виступаєш проти існуючої влади, або — як більшість людей — просиш у неї захисту. |

Заперечуючи свою відмінність від інших, Марчелло задля доведення своєї нормальності йде на вбивство професора Квадрі. Так само заперечення потягу до Ліно змусило його вистрілити в нього. Однак вбивство Ліно існує тільки в його уяві, а виконавцями вбивства професора стають наймані вбивці. Манганьелло не раз звинувачує свого напарника у боягузтві. Після вбивства професора він виходить з машини сходити в туалет, бурмочучи, що боягузів треба знищувати так само, як євреїв та геїв. Він інстинктивно відчуває в Марчелло одного з них — «іншого».
Після загибелі професора Марчелло живе з усвідомленням своєї співучасті у вбивстві. З його точки зору, він повинен був убити професора тому, що раніше вбив Ліно. Вбивство Ліно позбавило його «нормальності», а вбивство Квадрі було покликане цю нормальність затвердити. Іншими словами, для Марчелло вбивства професора не було б, якби не Ліно. Тому, зустрівши живого Ліно, він проєктує на нього травматичні події не лише 25 березня 1917 року, але й 15 жовтня 1938 року, звинувачуючи його у фашизмі та у вбивстві Квадрі. Цей механізм психологічного захисту — прагнення покласти на іншого провину за власні гріхи (справжні чи уявні) — Фрейд називав проєкцією.

## Нав'язливе повторення
Одним з важливих понять фрейдизму є нав'язливе повторення: до тих пір, допоки не буде відновлено порушене психотравмою душевну рівновагу, суб'єкт буде чути у подіях сьогодення її тривожні відгуки. Такими паралелями пронизана сцена відвідування Марчелло борделя у Вентімільї, де він отримує наказ «прибрати» професора. Бертолуччі підкреслює «потойбіччя» Рівьерскої сцени використанням техніки напливу: Марчелло начебто виходить на пляж перед борделем через рекламне зображення, немов потрапляючи на інший рівень історії. Подальші дії мають характер сновидіння та містять посилання до уявного вбивства Ліно:
- Біля входу до борделю йому зустрічаються та віддають салют три моряка. Під час першої сцени з Ліно на Марчелло був морський костюм та кашкет.
- В борделі Манганьелло (фігура шофера, а також Ліно) пропонує Марчелло повію зі шрамом на правій щоці. Такий самий шрам залишився від пострілу Марчелло на щоці Ліно.
- Марчелло надягає рукавичку, перш ніж прийняти від фашиста Рауля пістолет, яким він повинен застрелити професора. Точно так він вдягає водійські рукавички Ліно, перш ніж вистрілити в нього.
- Марчелло театрально цілиться з пістолета в Рауля, у кут кімнати з волоськими горіхами та собі у скроню. Аналогічним чином він стріляв по стінах кімнати, перш ніж вистрілити у Ліно.
- Виходячи від Рауля, Марчелло виявляє, що забув десь свій капелюх. У кімнаті Ліно він залишив свій кашкет. Це напевно залишилося у нього в пам'яті, бо забутий на місці злочину головний убір міг послужити доказом проти нього.

Оскільки сцена-флешбек пропущена через свідомість Марчелло, вона відрізняється згущеною суб'єктивністю: на повію зі шрамом він проєктує обличчя Анни. Професор Бостонського університету Джефферсон Клайн бачить у цій сцені, де спогади про вбивство Ліно сходяться до наказу вбити Квадрі, як минуле стикається із майбутнім, а на обличчя Анни накладається шрам з особи Ліно, «самий центр девіантної сексуальності та насильства, з яких починається відлік усієї розповіді… У позачасовому / межовому просторі Вентімілья (інакше кажучи, у світі мрій) Марчелло інстинктивно спрямовує пістолет на фашиста та на себе: сновидійна версія жесту, здатного скасувати всі борги, справжні та уявні».

## Двійники
У підсвідомості ідентичність не є монолітною, образи можуть зливатися. Так, ключова для психічного розвитку Марчелло фігура Ліно у його свідомості розщеплена на функціональний («шофер») та сексуальний («збоченець») аспекти. Всі водії для Марчелло невловимо пов'язані із Ліно. При першій появі Манганьелло, який слідує за пішим Марчелло на автомобілі, у останнього на пам'ять приходить першосцена: підозрюючи у переслідувачі «збоченця», він ховається за ковані грати свого особняка, а експресіоністські ракурси камери покликані передати його внутрішній неспокій. Як тільки Манганьелло повідомляє про свою приналежність до таємної поліції, ракурси випрямляються, а Марчелло просить Манганьелло позбутися Альбера, шофера своєї матері, називаючи його «педерастом»; тут знову спливає мотив зниклого головного убору.
Сексуальний аспект фігури Ліно у підсвідомості Марчелло перенесений на жінок. Персонаж Санда, який отримав у фільмі ім'я супутниці Годара, у книзі носить співзвучне з шофером ім'я Ліна. У першосцені Ліно знімає кашкет й розпускає довге волосся, від чого юний Марчелло порівнює його із жінкою. Ліна-Анна відрізняється рішучими, мужніми манерами, багато курить, носить штани. Стетєрольова ідентичність Ліно та Ліни-Анни змазана, їх сексуальна орієнтація відрізняється від традиційної, в очах Марчелло обидва втілюють «ненормальність». Дослідники роману Моравіа бачать в Ліні-Анні «фемінізованих образ витісненого у підсвідомість першого сексуального партнера», тобто Ліно.
Прийоми маскулінізації жіночих та фемінізації чоловічих образів характерні естетиці Моравіа. У самому імені Марчелло Клерічі зашифрована алюзія до імені гомосексуального письменника Марселя Пруста, героїнею головного роману якого є Альбертіна. У художньому світі Пруста стать мала вельми відносне значення, а прототипами жіночих образів іноді виступали чоловіки. Так, Альбертіна виткана Прустом з образів тих чоловіків, у яких він був закоханий (один із прототипів — шофер Альфред Агостінеллі, ім'я шофера матері Марчелло — Альбер).
У фільмі є дві жінки, до яких Марчелло з першого погляду відчуває ірраціональний, несвідомий потяг. Це повія зі шрамом на щоці, яку Марчелло укладає у свої обійми перед тим, як увійти до кімнати із волоськими горіхами, й дружина професора, при зустрічі з якою Марчелло зауважує, що вона нагадує йому бачену нещодавно повію. Обох жінок на прохання Бертолуччі зіграла Домінік Санда. Вони обидві підсвідомо нагадують Марчелло про Ліно: Анна — своїми манерами, повія — шрамом на щоці. Підсвідомість шукає схожість між тими фігурами, які раціонально пов'язати неможливо.
В одному з перших флешбеків Санда з'являється у вигляді ще однієї епізодичній фігури — витончено одягненою дами у вуалі, ноги якої чіпає за своїм офісним столом фашистський міністр. Марчелло підглядає за ними через портьєри — так само, як він підглядав у готелі за Анною, коли вона чуттєво гладила рукою ноги Джулії. За обома епізодами стоїть першосцена, у якій Ліно обсипав поцілунками ноги юного Марчелло. Те, що всі три жіночі фігури грає одна актриса, підкреслює їх внутрішню спорідненість в оповідній структурі «Конформіста». Оскільки епізодичні фігури показані у флешбеку, не виключено, що Марчелло у своїй уяві проєктує на них обличчя Анни, яка нині живе тільки в його уяві.

## Відкритий фінал
У фіналі фільму ми бачимо Марчелло у темній, що нагадує печеру, кімнаті поруч із ліжком з оголеним юнаком, рухи якого гранично уповільнені, ніби після статевого акту. В останніх кадрах фільму Марчелло підіймає погляд крізь металеву решітку ліжка на камеру та вперше за весь фільм перетинається поглядом із глядачем. Він (можливо, на мить) усвідомлює, що ключ до його несхожості на інших — не в його вчинках, а в його свідомості. Він нарешті повертається обличчям до своєї природи й приймає свою «слабкість». Він більше не сліпий в'язень печери. Тепер він визнає в собі все те, з чим боролися фашисти, що він сам так ненавидів й у чому він підозрював себе.
Відкритий фінал фільму викликав багато суперечок. Кожен тлумачив погляд Клерічі по-своєму. Режисера підозрювали у гомофобії, адже він як би поклав провину за злочини фашистів на пригнічені гомосексуальні імпульси. За словами самого Бертолуччі, у фіналі конформіст нарешті розуміє, чому він став фашистом — «він хотів приховати та забути свою неконформність, коріння якої — у самих глибинних шарах свідомості». Відповідно до одного з тлумачень, цим поглядом у камеру Бертолуччі руйнує не тільки самозакоханість свого героя, а й глядацькі ілюзії, розсіюючи міраж того, що відбувається на екрані. У театрі такий прийом називається «руйнуванням четвертої стіни», а введення його до арсеналу прийомів кіномистецтва є заслугою Годара.